# روبرت برات
روبرت برات (هلندی: Robert Braet; ۱۱ فوریهٔ ۱۹۱۲ – ۲۳ فوریهٔ ۱۹۸۷) بازیکن فوتبال اهل بلژیک بود.
از باشگاه‌هایی که در آن بازی کرده‌است می‌توان به باشگاه فوتبال سرکل بروژ اشاره کرد.
وی همچنین در تیم ملی فوتبال بلژیک بازی کرده‌است.